# Graval
Graval ist eine französische Gemeinde mit 156 Einwohnern (Stand: 1. Januar 2022) im Département Seine-Maritime in der Region Normandie. Sie gehört zum Arrondissement Dieppe und zum Kanton Neufchâtel-en-Bray. Die Einwohner werden Gravalois und Gravaloises genannt.

## Geographie
Graval liegt östlich des Zentrums des Départements, etwa 45 Kilometer nordöstlich von Rouen und etwa 39,5 Kilometer südöstlich von Dieppe. Umgeben wird Graval von den Nachbargemeinden Mortemer im Westen und Nordwesten, Auvilliers im Norden, Flamets-Frétils im Nordosten und Osten sowie Nesle-Hodeng im Süden und Südwesten.

## Bevölkerungsentwicklung
| Jahr                       | 1962 | 1968 | 1975 | 1982 | 1990 | 1999 | 2006 | 2013 | 2020 |
| Einwohner                  | 137  | 130  | 101  | 105  | 104  | 100  | 112  | 168  | 155  |
| Quellen: Cassini und INSEE |      |      |      |      |      |      |      |      |      |

## Sehenswürdigkeiten
- Kirche Saint-Pierre aus dem 18. Jahrhundert

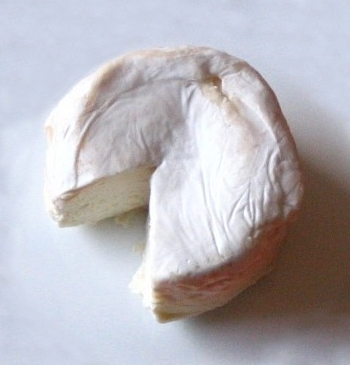
Graval Käse

## Wirtschaft
Der Graval ist die Marke eines weichen Doppelrahmkäses mit blumiger Rinde aus roher Kuhmilch, der von Landwirten in Graval hergestellt wird.